# Michaił Zuśko
Michaił Stiepanowicz Zuśko, ros. Михаил Степанович Зусько (ur. 24 maja 1972 w Wietłach) – rosyjski dowódca wojskowy; generał porucznik (2021).
Od sierpnia 2020 dowodzi 58 Armią Ogólnowojskową w Południowym Okręgu Wojskowym Sił Zbrojnych Federacji Rosyjskiej. 